# Burgstädtel (Głubczyce)
Burgstädtel oder Colonie Burgstädtel  ist ein wüst gefallenes Dorf im Oppagebirge in Polen. Der Ort lag am Hang des Zigeunerbergs (Cygańska Góra) oberhalb von Radynia (Raden) in Richtung der tschechischen Grenze und gehörte als Ortsteil zu Pilgersdorf im Landkreis Leobschütz. 

## Geschichte
1803 wurde die Kolonie Burgstädtel mit 15 Koloniestellen an der Stelle eines herrschaftlichen Vorwerks gegründet. In den 1930er Jahren befanden sich hier 15 Wohnhäuser mit 75 Einwohnern, ein Postamt und ein hölzerner Glockenturm. Das Dorf wurde im Zweiten Weltkrieg bei der Eroberung von Schlesien durch die Rote Armee niedergebrannt. Aufgrund der Vertreibung der angestammten Bevölkerung durch die polnischen Kommunisten wurde der Ort nicht wieder besiedelt. 
Erhalten hat sich bis heute ein steinernes Wegekreuz mit Einschusslöchern. Von den zerstörten Häusern haben sich teilweise Grundmauern und Keller erhalten, welche heute zugewachsen sind. In polnischen Quellen heißt der Ort Bursztet.